# 斯尼日納
49°36′53″N 29°28′10″E / 49.61472°N 29.46944°E
斯尼日納（烏克蘭語：Сніжна），是烏克蘭的村落，位於該國西南部文尼察州，由文尼察區負責管轄，始建於1859年，面積0.27平方公里，海拔高度218米，2001年人口593，人口密度每平方公里2,204.46人。